# Sphagemacrurus richardi
Sphagemacrurus richardi és una espècie de peix de la família dels macrúrids i de l'ordre dels gadiformes.

## Morfologia
- Els mascles poden assolir 20 cm de llargària total.[5][6]

## Hàbitat
És un peix d'aigües profundes que viu entre 538-1260 m de fondària.

## Distribució geogràfica
Es troba a Sud-àfrica (KwaZulu-Natal) i Indonèsia.